# Marzęcice (gmina)
Marzęcice – dawna gmina wiejska istniejąca w latach 1934–1954 w woj. pomorskim/olsztyńskim (dzisiejsze woj. warmińsko-mazurskie). Siedzibą władz gminy były Marzęcice.
Gmina zbiorowa Marzęcice została utworzona w ramach reformy na podstawie ustawy scaleniowej 1 sierpnia 1934 roku w powiecie lubawskim w woj. pomorskim (II RP) z dotychczasowych jednostkowych gmin wiejskich: Borek Królewski, Kamionka, Małe Bałówki, Marzęcice, Mikołajki, Otręba, Tereszewo, Tomaszewo, Wawrowice, Wielka Osówka i Wielkie Bałówki oraz z obszaru dworskiego Mścin. 
Po wojnie gmina znalazła się w woj. pomorskim (w 1950 roku przemianowanym na bydgoskie). 12 marca 1948 roku zmieniono nazwę powiatu lubawskiego na nowomiejski. 6 lipca 1950 roku gminę Marzęcice wraz z całym powiatem nowomiejskim przyłączono do woj. olsztyńskiego. Według stanu z dnia 1 lipca 1952 roku gmina składała się z 9 gromad: Kamionka, Małe Bałówki, Marzęcice, Mikołajki, Otręba, Tereszewo, Tomaszewo, Wawrowice i Wielkie Bałówki.
Gmina została zniesiona 29 września 1954 roku wraz z reformą wprowadzającą gromady w miejsce gmin. Jednostki nie przywrócono 1 stycznia 1973 roku po reaktywowaniu gmin.